# Merce Cunningham
Mercier (Merce) Philip Cunningham (16. dubna 1919 Centralia, Washington, USA – 26. července 2009 New York) byl americký tanečník a po více než půl století choreograf moderního tance.
Spolupracoval například se skladatelem Johnem Cagem (svým životním partnerem) nebo s výtvarníkem Andym Warholem, Robertem Rauschenbergem a skupinou Sigur Rós. V roce 1953 založil vlastní soubor Merce Cunningham Dance Company, pro který vytvořil asi dvě stě různých děl.

### Příspěvky v českých periodikách
- BOHUTÍNSKÁ, Jana. MC = 90³. Taneční zóna. 2009, roč. 13 (zima), s. 70–72. ISSN 1213-3450.
- CUNNINGHAM, Merce a NĚMEČKOVÁ, Lucie. Modernost je prostor pro novou tvorbu. Divadelní noviny. 1999, roč. 8, č. 3 (2. 2. 1999), s. 13. ISSN 1210-471X. Přístup také z: http://archiv.ucl.cas.cz/?path=DivNII/8.1999/3
- CUNNINGHAM, Merce a VANGELI, Nina. Poslední pražské interview Merce Cunninghama. Právo – Praha – Střední Čechy. 2009, roč. 19, č. 194 (20. 8. 2009). Salon, s. 7. ISSN 1211-2119.
- ČERNÁ, Eva. Merce Cunningham. Taneční listy. 1994, roč. 32, č. 4, s. 13–15. ISSN 0039-937X.
- ČTK. Zemřel slavný choreograf Cunningham. Lidové noviny. 2009, roč. 22, č. 174 (28. 7. 2009), s. 8. ISSN 0862-5921.
- DOBROVSKÁ, Wanda. Pohybové zpodobnění života Merce Cunningham. Harmonie. 1997, roč. 5, č. 6, s. 18–19. ISSN 1210-8081.
- GIL, José. Cunninghamovy série. Filosofický časopis. 2022, roč. 70, č. 1, s. 175–191. ISSN 0015-1831. Dostupné také z: https://kramerius.lib.cas.cz/view/uuid:e8a935a5-7763-4381-a38a-1376d4cb4395?article=uuid:20393b3b-0f65-4888-a359-d38802a5cdb6
- JERUSALEMOVÁ KOTÍKOVÁ, Pavla. Vzpomínka na Cunningham Dance Company. Ateliér. 2014, roč. 27, č. 21–22 (23. 10. 2014), s. 13. ISSN 1210-5236.
- KAZÁROVÁ, Helena. Merce Cunningham a jeho Událost. Hudební rozhledy. 1997, roč. 50, č. 8, s. 26. ISSN 0018-6996.
- KEMROVÁ-KARABELLO, Martina. Merce Cunningham opět v Praze. Slovo. 1997, roč. 89, č. 146 (24. 6. 1997), s. 8. ISSN 1211-6416.
- KLUSÁK, Pavel. Nemůžeme si dovolit poslouchat hudbu. His Voice. 2008, roč. 8, č. 6 (listopad–prosinec), s. [40]–[41]. ISSN 1213-2438. Dostupné také z: https://www.hisvoice.cz/wp-content/uploads/2019/01/HIS-Voice_2008_06.pdf
- MAČÁK, Radek. MC zblízka. Taneční zóna. 2009, roč. 13 (zima), s. 68–69. ISSN 1213-3450.
- NEKVASIL, Jiří. Merce Cunningham: John Cage & Robert Rauschenberg 1964 v Praze a Ostravě. Krásná Ostrava. 2014, roč. 2, č. 3, s. 34. Dostupné také z: http://www.krasnaostrava.cz/wp-content/uploads/2014/09/KROS-06_web.pdf
- PASEKOVÁ, Dana. Dvě setkání s legendou amerického tance Mercem Cunninghamem. Denní Telegraf. 1997, roč. 6, č. 147 (25. 6. 1997), s. 11. ISSN 1210-8391.
- PASEKOVÁ, Dana. Tanec Praha '97 nebyl jen velký Cunningham. Denní Telegraf. 1997, roč. 6, č. 153 (2. 7. 1997), s. 11. ISSN 1210-8391.
- RÉBLOVÁ, Kateřina. Choreograf Merce Cunningham přijel do Prahy. Práce. 1997, roč. 53, č. 141 (18. 6. 1997), s. 13. ISSN 0231-6374.
- TICHÝ, Zdeněk A. Choreografa Cunninghama hudba neovlivňuje. Mladá fronta Dnes. 1997, roč. 8, č. 137 (13. 6. 1997), s. 18. ISSN 1210-1168.
- TLUČHOŘ, Jiří. Legendární Merce Cunningham začínal jako stepař. Právo. 1997, roč. 7, č. 140 (17. 6. 1997), s. 10. ISSN 1211-2119.
- VANGELI, Nina. Merce Cunningham ve stejné řece. Lidové noviny. 1997, roč. 10, č. 144 (21. 6. 1997), s. 10. ISSN 0862-5921.
- VANGELI, Nina. Taneční ikony odcházejí. Divadelní noviny. 2009, roč. 18, č. 17 (20. 10. 2009), s. 13. ISSN 1210-471X.
- VANGELI, Nina a LE QUESNE, Lizzy. Matematicky myslící choreografové. Taneční zóna. 2004, roč. 8, č. 4, s. 2 a 6. ISSN 1213-3450.
- VIŇARSKÝ, Jaro Spring. Historic Farewell New York City 31.12.2011. Taneční zóna. 2012, roč. 16, č. 1–2, s. 74-77. ISSN 1213-3450.